# Gundi Jungmeier
Gundi Jungmeier (* 1976 in Judenburg) ist eine österreichische Autorin und Historikerin.

## Werdegang
Aufgewachsen in Sankt Georgen am Kreischberg studierte sie nach der Matura Geschichte an der Universität Wien, später schloss sie ein Doktoratsstudium an der Universität Graz ab.
Sie ist Gründungsmitglied des Frauennetzwerks murauerInnen und publiziert in erster Linie historische Arbeiten, Texte zu feministischen Themen und zum Leben im ländlichen Raum.

## Arbeiten

### Bücher
- Knittelfeld 1224–2024. 800 Jahre Stadtgeschichte, hrsg. von der Stadtgemeinde Knittelfeld 2024, Vorworte von Bundespräsident Alexander Van der Bellen, Landeshauptmann Christopher Drexler, Bürgermeister Harald Bergmann, ISBN 978-3-200-09762-9.
- Berg- und Talgeschichten. Franz, Adi und Lois Huber aus Palfau, hrsg. von der Arbeitsgemeinschaft Huber-Buch, Palfau (Gemeinde Landl) 2023, ISBN 978-3-200-08926-6.
- Wachsen lassen. Politik. Bildung. Blasmusik. Frauen. Murau, gemeinsam mit Uli Vonbank-Schedler und Gunilla Plank, mit Gedichten von Isabella Krainer, hrsg. von murauerInnen, Murau 2021, ISBN 978-3-200-08170-3.
- I Spy With My Little Eye. The Solar Corona. The Concept of Theory-Ladenness of Scientific Observations Revisited; München 2023, GRIN Verlag, ISBN 978-3-96487-512-9.
- Verborgenen Informationen auf der Spur. Geschichte der Koronabeobachtung am Observatorium Kanzelhöhe für Sonnen- und Umweltforschung, Dissertation Univ. Graz 2018, Grin Verlag, München 2023, ISBN 978-3-96355-245-8.[5]
- Die Überwachung der Sonne. Die frühen Jahre des Observatoriums Kanzelhöhe, Unipress Verlag, Graz 2017, Vorwort von Astrid Veronig, ISBN 978-3-902666-48-2.
- Geschlossene Gesellschaft? Die Entwicklung der Knittelfelder Neustadt vom Gefangenenlager zur aufstrebenden Wohngegend, Sammelband, hrsg. gemeinsam mit Gerhard M. Dienes, Vorwort von Emil Brix, Leykam Buchverlag, Graz 2009, ISBN 978-3-7011-7652-6.

### Zeitschriften
- 7 – Das Magazin der murauerInnen: gemeinsam mit Gunilla Plank, hrsg. vom Verein murauerInnen, September 2023, ISSN 2960-5156.[6]

### Ausstellungen
- Nächster Halt: Wintersport!: Neu gestalteter Museumsbereich zum Thema „Murtalbahn und Wintersport“ im Handwerksmuseum Murau, seit 2024 (kuratiert gemeinsam mit Uli Vonbank-Schedler.)[7]
- Sonderausstellung Frau, Blasmusik, Ehrenamt: Österreichisches Blasmusikmuseum Oberwölz, seit 2022 (kuratiert gemeinsam mit Gunilla Plank und Uli Vonbank-Schedler).[8]
- Wachsen lassen. Die steiermarkFRAU im stabilen Pavillon: drei Ausstellung im öffentlichen Raum im Bezirk Murau, 2021 (kuratiert gemeinsam mit Gunilla Plank und Uli Vonbank-Schedler).[9]
- Der Tempel brennt. Mela Hartwig-Spira als Literatin und Malerin: Steiermärkische Landesbibliothek Graz, 2012 (Projektassistenz für Kurator Gerhard M. Dienes)[10]
- Mela Hartwig-Spira. The Memory Garden: Österreichisches Kulturforum London, 2011 (kuratiert gemeinsam mit Gerhard M. Dienes).[11]
- Geschlossene Gesellschaft? Die Entwicklung der Knittelfelder Neustadt vom Gefangenenlager zur aufstrebenden Wohngegend: Knittelfeld 2009 (kuratiert gemeinsam mit Gerhard M. Dienes).[12]